# Łukasz Jarosz
Łukasz Jarosz (* 1978 in Olkusz) ist ein polnischer Dichter und Musiker, der für seine Dichtungen mit mehreren polnischen Literaturpreisen ausgezeichnet wurde. Musikalisch ist er vor allem als Sänger, Schlagzeuger und Liedtexter der Gruppe Lesers Bend bekannt.

## Leben
Jarosz legte am Gymnasium in Olkusz das Abitur ab.
2006 debütierte er mit dem Gedichtband Soma, mit dem er den Ogólnopolski Konkurs Literacki „Złoty Środek Poezji” gewann. 2013 gewann er für Pełna krew (ex aequo mit Krystyna Dąbrowska) den ersten Wisława-Szymborska-Preis. Seine zwei folgenden Bände Świat fizyczny und Kardonia i faber wurden jeweils für den Nike-Literaturpreis nominiert.
Er lebt in Żurada bei Olkusz, wo er als Polnischlehrer an einer Grundschule arbeitet.

## Werke
- Soma, 2006 (Gewinner des Ogólnopolski Konkurs Literacki „Złoty Środek Poezji”)
- Biały tydzień, 2007
- Mimikra, 2010
- Wolny ogień, 2011
- Spoza, 2011
- Pełna krew, 2012 (Wisława-Szymborska-Preis 2013)
- Światy fizyczny, 2014 (nominiert für den Nike-Literaturpreis 2015)
- Kardonia i faber, 2015 (nominiert für den Nike-Literaturpreis 2016)
- Święto żywych, 2016 (Sammlung aller bisher veröffentlichter Gedichte)
- Stopień pokrewieństwa, 2017

Anthologien:
- Poeci na nowy rok, 2010
- 100 wierszy polskich stosownej długości, 2015

## Diskografie
- Mit Lessers Bend
  - Szkło, 2003
  - Akwarium, 2004
  - Gea, 2005
  - Lessers Bend, 2008
  - Ep, 2009